# Saboneteira

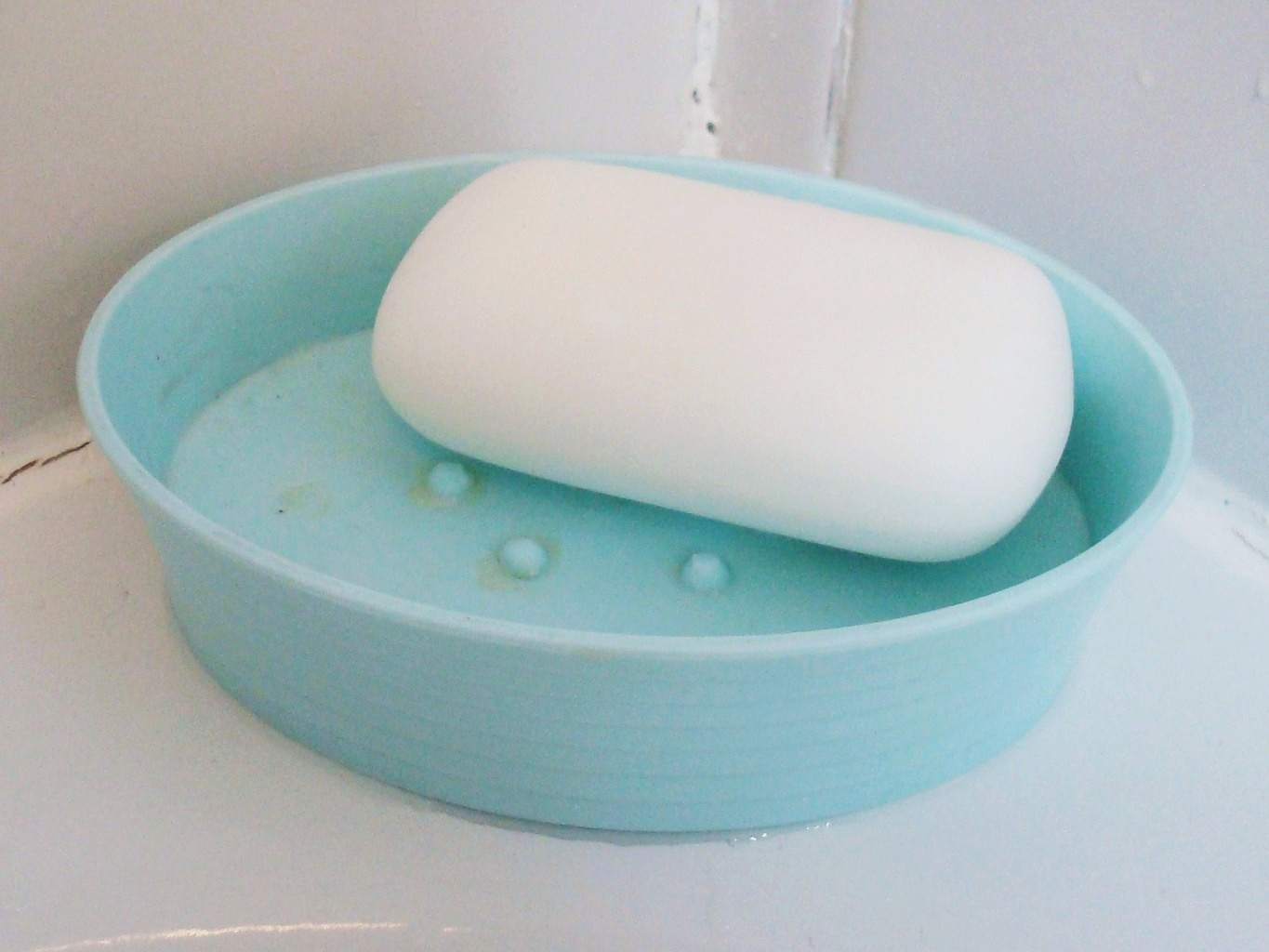
Uma saboneteira de plástico

Uma Saboneteira é um recipiente destinado a conservar o sabonete. São geralmente em forma elíptica e podem ser feitas a partir de uma variedade de materiais, incluindo cerâmica, vidro, plástico e metal.